# Grönstorpsjön
Grönstorpsjön är en sjö i Valdemarsviks kommun i Östergötland och ingår i Söderköpingsån-Vindåns kustområde. Sjön har en area på 0,11 kvadratkilometer och ligger 60 meter över havet.

## Delavrinningsområde
Grönstorpsjön ingår i det delavrinningsområde (645423-154427) som SMHI kallar för Mynnar i havet. Medelhöjden är 47 meter över havet och ytan är 50,47 kvadratkilometer. Det finns inga avrinningsområden uppströms utan avrinningsområdet är högsta punkten. Avrinningsområdets utflöde Vammarsmålaån mynnar i havet. Avrinningsområdet består mestadels av skog (60 procent), öppen mark (12 procent) och jordbruk (20 procent). Avrinningsområdet har 1,29 kvadratkilometer vattenytor vilket ger det en sjöprocent på 2,6 procent. Bebyggelsen i området täcker en yta av 1,33 kvadratkilometer eller 3 procent av avrinningsområdet.